# Championnats d'Océanie de BMX 2022
Navigation
Édition précédente Édition suivante
Les championnats d'Océanie de BMX 2022 ont lieu le 8 avril 2022 à Brisbane en Australie.

## Podiums
| Épreuves               | Or                   | Argent                | Bronze                  |
| ---------------------- | -------------------- | --------------------- | ----------------------- |
| Épreuves masculines    |                      |                       |                         |
| Élite hommes           | Bodi Turner (AUS)    | Matt Krasevskis (AUS) | Max Cairns (AUS)        |
| Moins de 23 ans hommes | Jack Davis (AUS)     | Kyle Hill (AUS)       | Bennett Greenough (NZL) |
| Junior hommes          | Joel Marsh (AUS)     | Jack Greenough (NZL)  | Tristan Scott (AUS)     |
| Épreuves féminines     |                      |                       |                         |
| Élite femmes           | Rebecca Petch (NZL)  | Erin Lockwood (AUS)   | Gemma-Lee Thomas (AUS)  |
| Moins de 23 ans femmes | Des'ree Barnes (AUS) | Baylee Luttrell (NZL) | Kiana Botfield (AUS)    |
| Junior femmes          | Leila Walker (NZL)   | Megan Williams (NZL)  | Bella May (AUS)         |

## Tableau des médailles
| Rang  | Nation           | Or | Argent | Bronze | Total |
| ----- | ---------------- | -- | ------ | ------ | ----- |
| 1     | Australie        | 4  | 3      | 5      | 14    |
| 2     | Nouvelle-Zélande | 2  | 3      | 1      | 6     |
| Total | Total            | 6  | 6      | 6      | 18    |